# دعوة أهل السنة والجماعة
جماعة دعوة أهل السنة والجماعة جماعة إسلامية ظهرت في مصر.

## التأسيس وأبرز الشخصيات
تأسست دعوة أهل السنة والجماعة - على طريق إحياء الأمّة عام 1975 من قبل بعض الشخصيات الدعوية التي كانت محكومة بالسجن في قضية تنظيم 65، والتي أفرج عنها في عام 1975. وأبرز هذه الشخصيات: الشيخ عبد المجيد الشاذلي، الدكتور محمد المأمون زكريا، الشيخ مصطفى الخضيري، وغيرهم.

## فترة التضييق
عانت دعوة أهل السنة والجماعة خلال العقود الماضية منذ تأسيسها حتى عام 2011 من الملاحقة والتضييق والسجن، ممّا أدى إلى خفوت دورها وظهورها في الواقع المصري، ولكن بقيت كتابات هذه الدعوة وتأصيلاتها الشرعية تنتشر في الأمة، خصوصا من قبل بعض رموزها ومراجعها الفكرية مثل: الأستاذ محمد قطب، الذي كان يعمل محاضرا في جامعة أم القرى بمكة المكرّمة، واعتبر بمثابة المرجع «الفكري» للجماعة، وكذلك كتابات الشيخ عبد المجيد الشاذلي وتأصيلاته العقدية، وكتابات الكثير من شخصيّات الدعوة مثل: الدكتور طارق عبد الحليم، الشيخ مدحت آل فراج، الدكتور محمد محمد بدري، وغيرهم.

## الانطلاق من جديد بعد ثورة 25 يناير
انطلقت دعوة أهل السنة والجماعة لتعيد ترتيب صفوفها من جديد بعد ثورة 25 يناير عام 2011. وأسست لها مكتبا إعلاميا، وتأسست بعض الجمعيات التابعة لها، مثل جمعية إحياء الأمة الخيرية في مدينة الإسكندرية ، وجمعية ائتلاف إحياء الأمة لتنمية المجتمع في القاهرة.

## مواقع الدعوة
تصدر الدعوة بياناتها الرسمية، وصوتيّاتها ومرئيّاتها بشكل أساسي على موقع فضيلة الشيخ عبد المجيد الشاذلي على الشبكة. ولها العديد من المواقع التابعة لها مثل موقع ملتقى أهل السنة والجماعة، وموقع طريق النجاة، وموقع جمعية إحياء الأمة الخيرية، وموقع مجلة الإحياء الإسلامي التابعة لها.

## أهداف دعوة أهل السنة والجماعة
تتّضح أهداف دعوة أهل السنة والجماعة من خلال الموقع الرسمي لها في صفحة بعنوان «أهداف الحركة وغاياتها»، وهي:
- أولا: تصحيح المفاهيم
- ثانيًا: إحياء الأمة
- ثالثاً: فتح الملفات: لإزالة الألغام من أمام العمل الإسلامي وحل المغاليق الاستراتيجية حتى لا تكون حركته في طريق مسدود أو حركة في المحل لا تستهدف أهدافًا وغايات إستراتيجية ممكنة التحقيق.	اكتساب الخبرة ومعايشة الأحداث.
- رابعاً: اجتياز الهوة الحضارية علميًا وتقنيًا وإداريًا واقتصاديًا واستراتيجيًا وعلى جميع الأصعدة.
- خامساً: الخروج بالأمة من هيمنة الأنظمة العلمانية.
- سادساً: إيجاد المشروع الحضاري الإسلامي والخروج بالإسلام دوليًا من هيمنة الصليبية الدولية والصهيونية الدولية.
- سابعاً: العودة إلى الإسلام الصحيح كشرعيات مستقرة - وليس كشرعيات ضرورة - خلافة راشدة على منهاج النبوة.

- لابد لحركة الإحياء والبعث الإسلامي الآن من التصحيح في أربعة مجالات:
أولاً مجال العقيدة والتوحيد. ويترتب عليه
- تحقيق النجاة الأخروية من الشرك الأعظم لمن أراد الله له النجاة.
- إسقاط شرعية الأنظمة العلمانية.
- إسقاط شرعية الافتراق الديني.

ثانياً مجال مشاركة الأمة. ويترتب عليه
- احترام أكبر لحقوق الإنسان.
- إفساح مجال أو مساحة أكبر للنمو لشخصية الفرد العادي.
- التخلي عن أساليب القولبة والتلقين والتحول من روح القطيع إلى روح الفريق لتحقيق استقلالية شخصية الفرد مع قوة وعمق ارتباطه بالجماعة.
- تعميق مشاركة الأمة في التغيير وفي السلطة بعد التمكين من خلال عمل أهل الحل والعقد وأهل النظر والاجتهاد لتحقيق الشورى الملزمة والحسبة والاختيار والعزل وإرجاع الاجتهاد إلى شورى العلماء والاستفادة من دور الصفوة الراشدة في ملء الفراغ السياسي وتحقيق التلاحم والترابط بين السلطة والجماهير لإبعاد كل صور الاغتراب وفقدان الانتماء.
- إسقاط شرعية الافتراق الدنيوي.

ثالثاً مجال التوازن في الخطاب الديني بين العقل والوجدان لتحقيق قوة الشعور الديني لدي الجماهير من الأمة مع قوة البصيرة الدينية لرفض العلمانية والقومية وفصل الدين عن الدولة والإباحية والتبعية لمعسكرات الشرك الدولية من الصليبية والصهيونية وولاء الكافرين عمومًا.
رابعاً ضرورة المحافظة على الهدف والثبات على المبدأ مع أوضاع التكيف مع الواقع والتحرك من خلال الفرص المتاحة وهذا يترتب عليه إبراز الهوية الإسلامية وتجريدها من الالتباسات لتجتمع عليها الأمة ويتحقق من خلال ذلك التمكين.

## منهج دعوة أهل السنة والجماعة، ومجالات عملها المختلفة
يتّضح منهج دعوة أهل السنة والجماعة على طريق إحياء الأمة، ومجالات عملها المختلفة من خلال مقال لإمام الدعوة الشيخ عبد المجيد الشاذلي، وهو منشور على موقعه بعنوان «نحو نهضة أمة»، وقد جاء فيه:
لكي تكون هناك نهضة لابد لها من شروط أهمها:
· أولاً: تصحيح المفاهيم:
1- تصحيح المفاهيم في التوحيد وعقيدة أهل السنة وذلك:

- بإثبات توحيد الإلوهية مع توحيد الاعتقاد خلافا للمفاهيم المغلوطة للمتكلمين.
- ببيان المفاهيم الصحيحة للحاكمية.
- ببيان المفاهيم الصحيحة للولاء والبراء.
- ببيان علاقة التوحيد والإيمان والإسلام والقول والعمل والظاهر والباطن.
- ببيان عقيدة أهل السنة والجماعة.

2- تصحيح المفاهيم بالنسبة للشرعية:

- شرعية الوضع وشرعية الحكم، وهي التي تحدد علاقة الحاكم بالمحكوم.
- والضوابط التي تحدد والتي تحكم تصرفاتهفي الدماء والأموال.
- ومتى تتحقق شرعية حكمه ومتى تسقط، وشروط توليته وآليات عزله من خلال قنوات شرعية تؤمن الاستقرار.

ولأن هناك مفهومات مغلوطة تطلق سلطة الحكم وتغُل يد الأمة عن التصحيح والرقابة والترشيد والمشاركة وحق التغيير.
كذلك هناك مفهومات مغلوطة تطلق يد الحاكم في التصرف في الأموال وأحيانا في الدماء فأصبح توضيح هذه الأمور وتصحيح المفاهيم فيها من أوجب الواجبات وذلك حتي لا يحسب علي الإسلام وشريعته اجتهادات موروثة مغلوطة هو منها برئ.
3- تصحيح المفاهيم بالنسبة لطبيعة النظام السياسي الإسلامي:

التي تحقق التعددية من خلال قواعد شعبية إسلامية راسخة البنيان تغطي مساحتها مجمل الأمة، وكذلك تحقق الحفاظ علي الثوابت وتضع المدني فوق العسكري وتحقق التداول السلمي للسلطة والتعاون الدائم بين من هو في السلطة ومن هو خارجها وليست كنظام المعارضة الغربي بل الكل يد واحدة لا تناحر فيها ولا تآمر ولا خداع وذلك كله في إطار أهل السنة ولكن مع الحفاظ علي الحريات والعدل وحقوق الإنسان وتحقيق التوازن بين السلطة والأمة والأجهزة، فطغيان السلطة لايؤمن معه الاختراق والخيانة وتعطيل الشرع وضياع الحقوق. وقوة الأجهزة وضعف السلطة يعدو الأمر كما قيل:
خليفة في قفص بين وصيف وبغا يقول ما قالا له كما تقول الببغا
وشيوع الفتن في الأمة نتيجة لضعف السلطة والأجهزة يعود بنا إلي عهد ما قبل الدولة، وقيام الدولة وقوتها أمر مهم جدا في التعاليم الإسلامية.
4- تصحيح المفاهيم بالنسبة لطبيعة النظام الاقتصادي الإسلامى:
الذي يحقق الحلال والازدهار ويخرج بلاد الإسلام من سيطرة البنك الدولي وصندوق النقد الدولي ومؤسسات التمويل الأخرى، للحفاظ علي استقلال الأمة وحثي لا تدفعها القروض والديون إلي مرحلة الإفلاس ووضع خيراتها تحت سيطرة الدائنين لتحصيل حقوقهم فلا تخلص من النهب والفساد والفقر والإفلاس والبطالة والعنوسة والجريمة والضياع وتفكيك الأسرة وادمان المخدرات وفتك الأمراض والسياحة الجنسية وتجارة الأطفال والغلمنة والرقيق الأبيض، وكذلك الاقتصاد الذي يراعى التوزيع العادل للثروة وتوسيع قاعدة الملكية والإنتاجية والانتفاع وتداول الأموال.
5- تصحيح المفاهيم بالنسبة لطبيعة النظام الاجتماعي:
سلوك فردي مستقيم وأسرة صالحة متماسكة، وحقوق متوارثة بين الأم والأب والأبناء تحفظ تماسك الأسرة وقيامها بدورها ونظام فعال وقضاء سريع لمواجهة ما يطرأ من خصومات حتي تعود الأمور سريعا إلي البيئة الصالحة والمناخ الطيب للتربية الإسلامية التي تربط الدنيا بالدين والعاجلة بالآجلة.
· ثانيًا: الإحياء:
وإحياء الأمة هو تصحيح المفاهيم مع قوة الشعور الديني وحسن الصلة بالله سبحانه وتعالي وتوقير رسوله الكريم ودينه القويم مع وعي بالواقع وترسيخ للقيم وخصوصا علو الهمة ومضاء وصدق العزيمة وإرادة النهضة والتجرد والتضحية حتي تخرج الأمة من النفق المظلم وتخرج من التبعية والاستضعاف إلى الريادة والتمكين، اليابان الوثنية عندما احتلتها دول الغرب رسخوا هويتهم وتمسكوا بها ورفعوا شعار: مجدوا الإمبراطور اطردوا البرابرة حتي إذا تحقق لهم ذلك لم يرضوا لأنفسهم انبهارا بحضارة الغرب أن يضعوا أنفسهم في منطقة الذيل بالتبعية لمراكز القوي والإشعاع الحضاري في الغرب بل صمموا علي المضارعة اعتزازا منهم بهويتهم المغايرة فحققوا ذلك وانتقلوا من الاقتصاد الزراعي إلي الحضارة التجارية إلي الثورة الصناعية في خمسين عاما في العهد الميجي 1830-1880 م.
· ثالثاً: تحقيق التنمية في شتى المجالات:
فلابد للحركة الإسلامية من فتح الملفات ورفع سقف المعرفة في هذا المجال للوصول إلى مستوى حكومة الظل وبيت الخبرة.
· رابعاً: نقل التكنولوجيا:
ميكانيكية وحيوية، زراعية وغير زراعية، وكيميائية، وإلكترونية، وإلكتروميكانيكية، وفيزيائية وامتلاك هذه التكنولوجيا وليس فقط استهلاكها، وتوطينها وتطويرها.
· خامساً: بناء عناصر قوة الدولة:
وذلك أمر معروف في علوم الجغرافيا السياسية والجغرافيا الإستراتيجية.
· سادساً: حماية المكتسبات والحفاظ على الأمة من الاختراقات:
ولابد للحركات الإسلامية من أن تحافظ علي نفسها وتبذل جهدا مستمرا للخروج من التهميش والهيمنة والمطاردة، وتكوين رؤية متكاملة وطرحها علي الأمة وبث الوعى بهذه الرؤية بكل الطرق ومنها الدعوة الفردية فضلا عما يتاح لها من منابر ذلك حتى تتكون قواعد شعبية ضخمة ورأي عام رافض للعلمانية والتبعية وولاء الكافرين ورافض للفساد والضياع، ولتحقيق كل ذلك لابد من ترك التعصب الممقوت والبحث عن عوامل الوحدة وليس عن مقومات التفريق والتكامل من خلال التعدد، مع المرونة والقدرة علي المناورة والواقعية، فما لا يدرك كله لا يترك كله والميسور لا يسقط بالمعسور ولكن مع الاحتفاظ بالهدف بصدق يعلمه الله الذي لا يخفي عليه خافية، ومع تفعيل وتنويع وتوسيع طرائق المواجهة «يا أيها الذين آمنوا اصبروا وصابروا ورابطوا واتقوا الله لعلكم تفلحون» وستخرج الأمة من النفق المظلم وسيفرح المؤمنون بنصر الله.